# A hű asszony meg a rossz nő
A hű asszony meg a rossz nő Fekete Gyula magyar író 1963-ban megjelent regénye, melyet a Magvető Könyvkiadó (Budapest) adott ki. 1976-ban és 1980-ban az író másik két regényével (A falu szépe, Az orvos halála) együtt jelent meg.
A regényszakasz elején egy Berzeviczy Gergely idézet szerepel: 
„Nem fogok tetszeni minden olvasónak,
de nekem sem tetszik minden olvasó.”
Az egyes részeket, nem fejezetcímekkel, hanem számokkal különböztették meg egymástól. (Összesen huszat.)

## Cselekmény
|  | Alább a cselekmény részletei következnek! |

A ház, amelyekről a továbbiakban szó lesz, a harmincas évek végén épült, és minden tekintetben hasonlított a kertváros többi családi házához
Egy idős hölgy fővárosi házában még két család bérli otthonát. Az ifjú házas egyelőre gyermektelen Östörék: Iri és Imrus, és a csemetékkel rendelkező kalauzfamília. A gyerekek rakoncátlansága végül terhére lesz a tulajdonos asszonynak (kárt tesznek játék közben a kertjében), aki aznap este mikor a legkisebb sír és keresztülhallatszik a falon, már átkopog hozzájuk. Hogy elkerüljék a további súrlódásokat, a kalauz felajánlja, elcserélik a lakást a sógornőjével, aki „egyedülálló asszony.” Ám azt nem árulja el, hogy a nőnek bár férje nincs, de ettől függetlenül három gyereke van.
Az új lakó, Klári pedig megérkezik és felforgatja, nemcsak Orsolya néni remélt nyugalmát, de az Östör házaspár unalomig rutinszerű életét is.
A regény olyan kérdéseket feszeget, mint a hűség és a bizalom fogalma, a gyermekvállalás felelőssége, és a házasság intézményének létjogosultsága, az abortusz a kor társadalmában és erkölcsei szerint, szemben az élet egoista élvezetével.
- Kötelességem felhívni a figyelmét arra, asszonyom… hangsúlyozom: emberi kötelesség, nem hivatali… arra, hogy a házasság intézményének egyetlen erkölcsi és biológiai alapja van… ahhoz tudniillik, hogy élvezzük az életet, semmi szükség a házasság intézményére…
A címben felhasznált képzetkeltő sztereotípiák: a „hűséges asszony” és a „rossz nő” a cselekmény végére értelmüket vesztik. Mind a férfi, mind a női szereplők több aspektusból ábrázoltak, egyikük sem kategorizálható be egyszerű előítéletek segítségével.
Fia lesz, és nem fogja látni, érthetetlen volt az egész.  Annyira meglepte, hogy idáig ezt még nem gondolta végig, visszaült a tőkére, rágyújtott, és sokáig töprengett, hogyan lesz ezután.
|  | Itt a vége a cselekmény részletezésének! |

## További tudnivalók
A kötet felelős kiadója a Magvetőnél Kardos György volt, szerkesztője Ferencz Zsuzsa. A kötetet Bezúr Györgyi tervezte. A szerző portréjának alkotója Csigó László. (Kiadványszám 4225. Megjelent 28,9 A/5 ív terjedelemben, New Times betűtípusból szedve.)